# Nam Tư
Nam Tư (Jugoslavija trong tiếng Serbia-Croatia (ký tự Latinh) và tiếng Slovenia; Југославија trong tiếng Serbia-Croatia (ký tự Kirin) và tiếng Macedonia) miêu tả ba thực thể chính trị tồn tại nối tiếp nhau trên Bán đảo Balkan ở Châu Âu, trong hầu hết thế kỷ 20.
Quốc gia đầu tiên được biết với cái tên Nam Tư là Vương quốc Nam Tư, vốn trước ngày 3 tháng 10 năm 1929 từng được gọi là "Vương quốc của người Serb, Croat và Slovene". Quốc gia này được thành lập ngày 1 tháng 12 năm 1918 bởi liên minh Nhà nước của người Slovene, Croat và Serb và Vương quốc Serbia. Nước này bị phe Trục xâm chiếm năm 1941, và bởi các sự kiện diễn ra tiếp sau đó, đã chính thức bị xoá bỏ năm 1945.
Quốc gia với tên này từng là "Liên bang Dân chủ Nam Tư", tuyên bố năm 1943 bởi những người cộng sản thuộc phong trào kháng chiến trong Chiến tranh thế giới thứ hai. Nó được đổi tên thành "Cộng hòa Liên bang Nhân dân Nam Tư" năm 1946, khi một chính phủ cộng sản được thành lập. Năm 1963, nó lại được đổi tên thành "Cộng hòa Liên bang Xã hội chủ nghĩa Nam Tư" (SFRY). Những nước cộng hòa xã hội chủ nghĩa hợp thành nhà nước này, từ bắc xuống nam, gồm: Cộng hòa Xã hội chủ nghĩa Slovenia, Cộng hòa Xã hội chủ nghĩa Croatia, Cộng hòa Xã hội chủ nghĩa Bosna và Hercegovina, Cộng hòa Xã hội chủ nghĩa Montenegro, Cộng hòa Xã hội chủ nghĩa Serbia (gồm cả các tỉnh tự trị Vojvodina và Kosovo, sau này được gọi đơn giản là Kosovo) và Cộng hòa Xã hội chủ nghĩa Macedonia. Bắt đầu từ năm 1991, Cộng hòa Liên bang Xã hội chủ nghĩa Nam Tư tan rã trong những cuộc chiến tranh Nam Tư kéo theo sự ly khai của hầu hết các thực thể cộng hòa.
Quốc gia cuối cùng mang tên này là "Cộng hòa Liên bang Nam Tư" (FRY) được thành lập ngày 27 tháng 3 năm 1992. Đây là một liên bang trên lãnh thổ của hai nước cộng hòa (chưa ly khai) là Serbia (gồm cả các tỉnh tự trị Vojvodina và Kosovo) và Montenegro. Ngày 4 tháng 2 năm 2003, nó được đổi tên lại thành "Liên bang Serbia và Montenegro", và chính thức xoá bỏ cái tên "Nam Tư". Ngày 3 tháng 6 và 5 tháng 6 năm 2006, Montenegro và Serbia lần lượt tuyên bố độc lập, vì thế chấm dứt những tàn tích cuối cùng của một nhà nước Nam Tư.

## Tên gọi
Tên gọi "Nam Tư" trong tiếng Việt là viết ngắn của Nam Tư-lạp-phu (南斯拉夫), âm Hán Việt của các chữ Hán mà tiếng Trung phiên âm từ Yugoslavia. Một phần dịch nghĩa từ "yugo" tức là phương nam, một phần là từ "slav" phiên âm bằng tiếng Trung (theo pinyin: Sī lā fū), viết bằng chữ Hán thành "斯拉夫" (Tư-lạp-phu). Trong Hải ngoại huyết thư, tác gia Phan Bội Châu đã phiên âm tên quốc gia này là Ngô Côn Ba quốc.

## Bối cảnh
Ý tưởng về một nhà nước duy nhất cho mọi thực thể Nam Slav xuất hiện hồi cuối thế kỷ 17 và bắt đầu được quan tâm ở thế kỷ 19 trong Phong trào Illyrian nhưng chưa bao giờ thành hình.
Giai đoạn đầu Chiến tranh thế giới thứ nhất, một số nhân vật chính trị có ảnh hưởng tại các vùng Nam Slavơ thuộc Habsburg Đế chế Áo-Hung đã bỏ chạy tới Luân Đôn, nơi họ bắt đầu thành lập Ủy ban Nam Tư để đại diện cho những thực thể Nam Slavơ thuộc Áo-Hung. Những thực thể "Nam Tư" này gồm người Serb, người Croatia và người Slovenia những người tự cho mình thuộc phong trào vì mục tiêu một nhà nước Nam Tư duy nhất hay nhà nước Nam Slavơ và mục tiêu căn bản của ủy ban là sự thống nhất các vùng đất Nam Slavơ với Vương quốc Serbia (đang có độc lập dù đã bị Áo-Hung xâm chiếm ở thời điểm ấy).
Với thất bại của Phe Liên minh Trung tâm trong Chiến tranh thế giới thứ nhất và sự tan rã của Đế chế Áo-Hung sau chiến tranh, nhiều lãnh thổ Nam Slavơ nhanh chóng tập hợp với nhau để hình thành Vương quốc của người Serb, người Croatia và người Slovenia, được tuyên bố ngày 1 tháng 12 năm 1918 ở Beograd.
Vương quốc mới được hình thành từ các vương quốc từng có độc lập trước kia gồm Serbia và Montenegro (đã thống nhất với nhau trong tháng trước đó), cũng như một số vùng lãnh thổ trước kia thuộc Áo-Hung, Nhà nước của người Slovenia, Croatia và Serbia. Những vùng đất trước kia thuộc Áo-Hung đã hình thành nên nhà nước mới gồm Croatia, Slavonia và Vojvodina từ Hungary một phần của Đế chế, Carniola, một phần của Styria và đa phần Dalmatia từ Áo, và tỉnh hoàng gia (crown province) Bosna và Hercegovina.

## Vương quốc đa sắc tộc

### 1918-1928

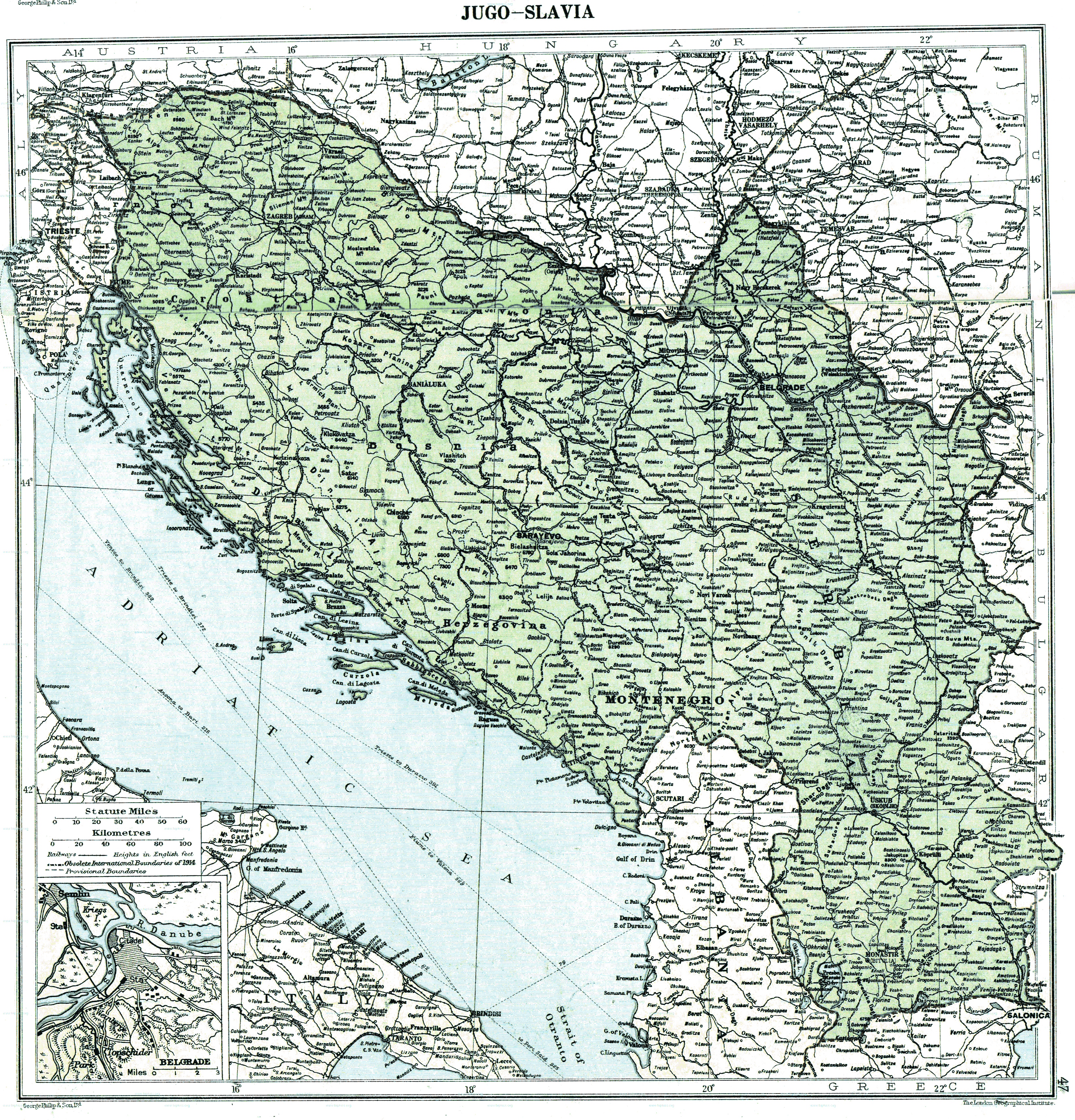
Bản đồ Nam Tư năm 1919 thể hiện các biên giới tạm thời thời hậu Thế chiến I trước các hiệp ước Neuilly, Trianon và Rapallo

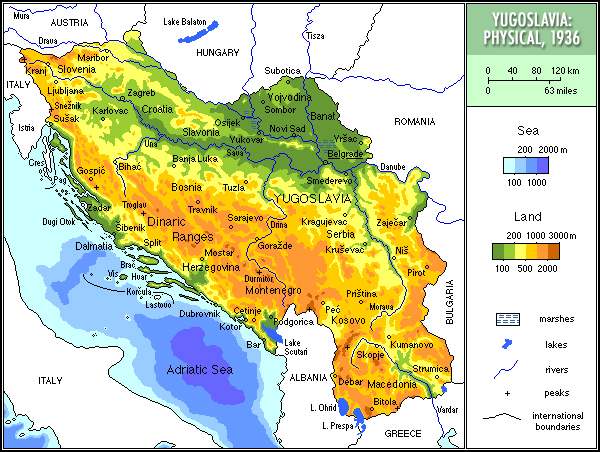
Nam Tư 1936

- Hiến pháp Vidovdan
- Hiệp ước Rapallo, 1920
- Lệnh cấm Đảng Cộng sản
- Cuộc bầu cử năm 1923
- Hiệp ước Roma, 1924
- Vụ ám sát Stjepan Radić

### Giai đoạn Vua Alexander
Vua Alexander I đã cấm các đảng chính trị quốc gia năm 1929, nắm quyền hành pháp và đổi tên nước thành Nam Tư. Ông hy vọng kìm chế các khuynh hướng ly khai và giảm bớt các phong trào quốc gia. Tuy nhiên, các chính sách của Alexander nhanh chóng gặp phải sự chống đối từ các cường quốc Châu Âu nổi lên nhờ sự phát triển tại Ý và Đức, nơi những người theo chủ nghĩa Phát xít và Đảng quốc xã nổi lên nắm quyền lực, và Liên bang Xô viết, nơi Stalin đã trở thành lãnh tụ tuyệt đối. Không một chế độ nào ở trên tán thành chính sách của Alexander I. Trên thực tế, Ý và Đức muốn khôi phục các hiệp ước quốc tế được ký kết sau Chiến tranh thế giới thứ nhất, và người Xô viết quyết tâm giành lại vị trí của mình ở châu Âu và theo đuổi một chính sách quốc tế tích cực hơn.
Alexander đã tìm cách tạo lập một nhà nước Nam Tư đích thực. Ông quyết định xóa bỏ các vùng lịch sử Nam Tư, và các biên giới mới bên trong được vẽ lại cho các tỉnh hay các banovina. Các banovina được đặt tên theo các con sông. Nhiều chính trị gia bị bỏ tù hay bị quản thúc chặt chẽ. Hiệu ứng của sự cầm quyền độc tài của Alexander càng khiến những người không phải người Serb căm ghét ý tưởng thống nhất.
Nhà vua bị ám sát tại Marseille trong một chuyến thăm chính thức tới Pháp năm 1934 bởi một tay thiện xạ thuộc Tổ chức Cách mạng Nội địa Macedonia của Ivan Mihailov cùng sự phối hợp của Ustaše, một tổ chức ly khai Croatia. Người con trai 11 tuổi của Alexsander Peter II lên nối ngôi với một hội đồng nhiếp chính đứng đầu bởi người chú là Hoàng tử Paul.

### Nam Tư những năm 1930
Bối cảnh chính trị quốc tế hồi cuối thập niên 1930 đáng chú ý bởi tính không khoan nhượng ngày càng lớn giữa các nhân vật chính trị chủ chốt, bởi quan điểm gây hấn của các chế độ độc tài và bởi sự chắc chắn mà sự trật tự được thiết lập sau Chiến tranh thế giới thứ nhất đã mất đi những thành trì và những người tham gia đã mất đi sức mạnh. Được ủng hộ và gây áp lực bởi Phát xít Ý và Phát xít Đức, nhà lãnh đạo người Croatia Vlatko Maček cùng đảng của mình đã tìm cách thành lập Banovina Croatia (tỉnh hành chính) năm 1939. Thỏa thuận chỉ rõ rằng Croatia vẫn là một phần của Nam Tư, nhưng thực thể này nhanh chóng xây dựng một vị thế chính trị độc lập trong các mối quan hệ quốc tế.
Hoàng tử Paul lùi bước trước sức ép của phe Phát xít và đã ký Hiệp ước Tripartite tại Viên ngày 25 tháng 3 năm 1941, hy vọng giữ được Nam Tư đứng bên ngoài cuộc chiến tranh. Nhưng hành động này đã khiến sự ủng hộ của dân chúng dành cho nhiếp chính Paul mất đi. Các quan chức quân sự cao cấp cũng phản đối hiệp ước này và tiến hành một cuộc đảo chính khi nhà vua quay trở về ngày 27 tháng 3. Vị tướng quân đội Dušan Simović lên nắm quyền và bắt giữ đoàn đại biểu Wien, trục xuất Paul, và chấm dứt chế độ nhiếp chính, trao toàn bộ quyền lực cho Vua Peter khi ấy 17 tuổi.

### Sự khởi đầu của Thế chiến II tại Nam Tư
Hitler sau đó quyết định tấn công Nam Tư ngày 6 tháng 4 năm 1941, ngay lập tức sau đó là cuộc tấn công xâm lược Hy Lạp nơi Mussolini từng bị đẩy lùi. (Vì thế, Chiến dịch Barbarossa đã phải chậm lại bốn tuần, chứng minh đó là một quyết định đắt giá.)

## Nam Tư trong Thế chiến II

### Cuộc xâm lược Nam Tư

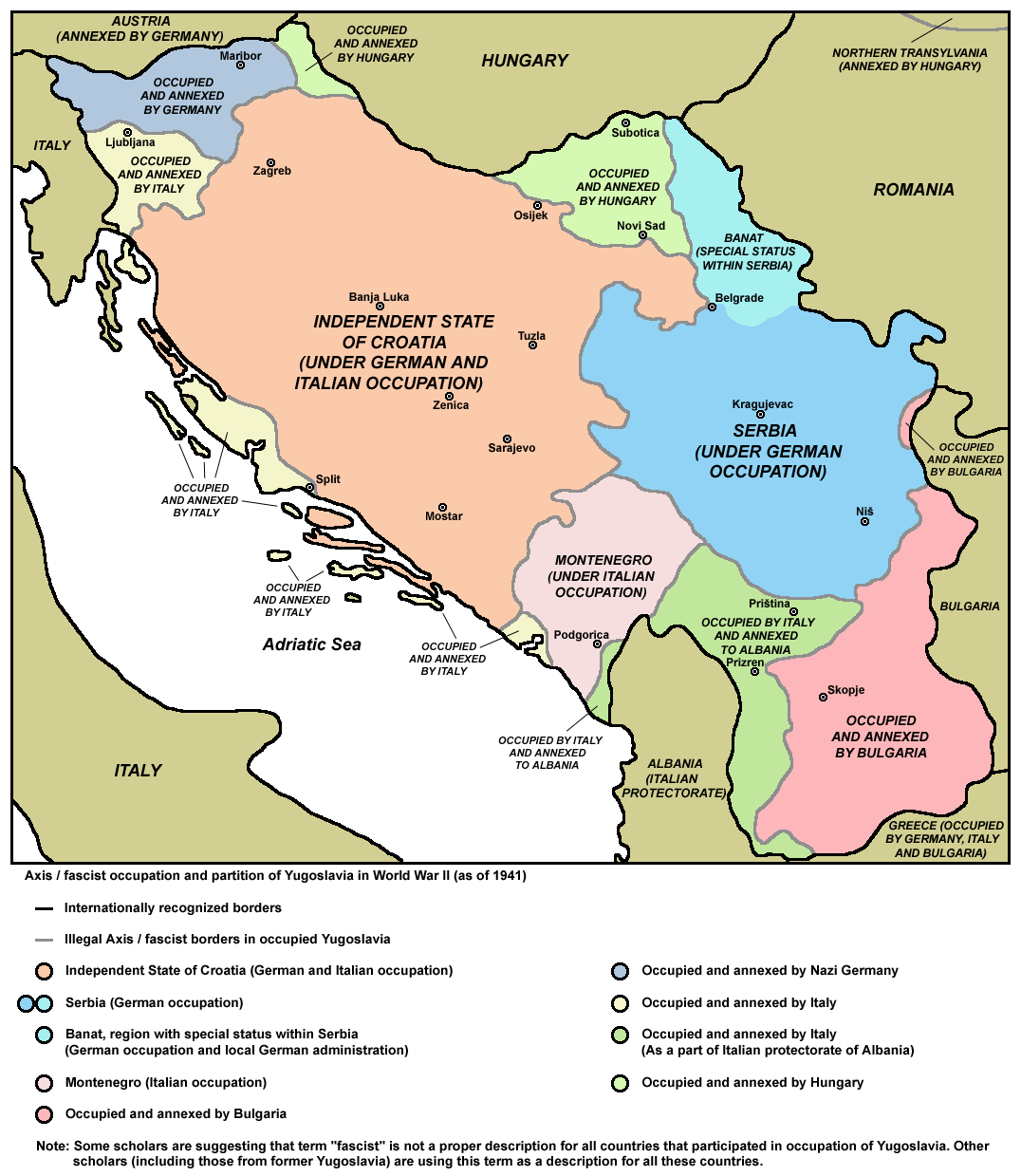

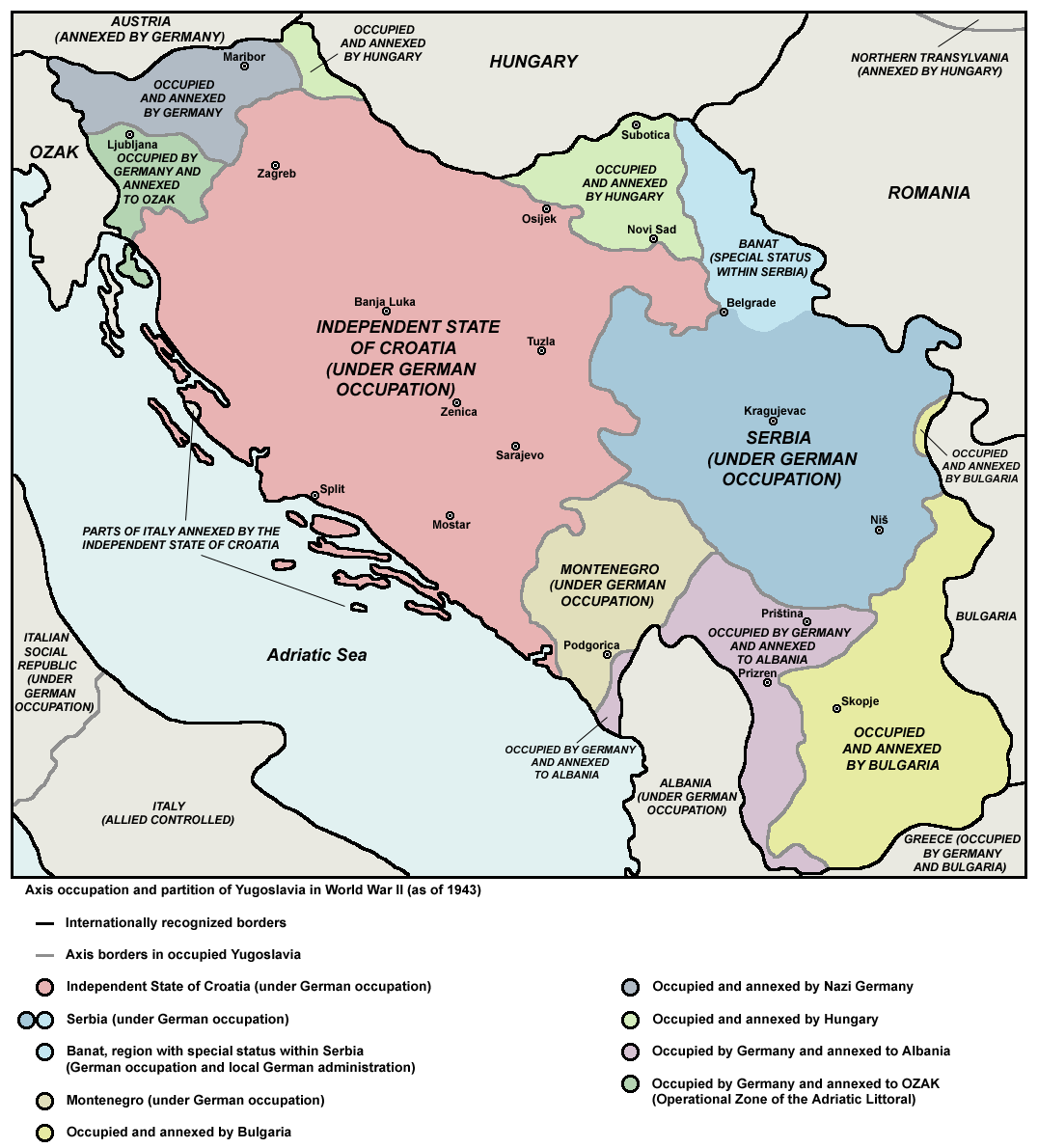

Lúc 5:12 sáng ngày 6 tháng 4 năm 1941, các lực lượng Đức, Ý, Hungary và Bulgaria tấn công Nam Tư. Không quân Đức (Luftwaffe) ném bom Belgrade và các thành phố chính khác của Nam Tư. Ngày 17 tháng 4, các đại diện từ nhiều vùng của Nam Tư đã ký một thỏa thuận đình chiến với Đức tại Belgrade, chấm dứt 11 ngày kháng chiến chống quân xâm lược Đức (Wehrmacht Heer). Hơn ba trăm ngàn sĩ quan và binh lính Nam Tư bị bắt.
Các nước phe Trục chiếm Nam Tư và chia nhỏ nó. Nhà nước Độc lập Croatia được thành lập như một nhà nước bù nhìn của Phát xít, do một nhóm du kích phát xít được gọi là Ustaše, bắt đầu xuất hiện từ năm 1929 nắm quyền, nhưng chỉ hoạt động hạn chế cho tới năm 1941. Quân đội Đức chiếm Bosna và Hercegovina cũng như một phần của Serbia và Slovenia, trong khi những phần khác của nước này bị Bulgaria, Hungary và Ý chiếm. Trong thời gian này Nhà nước Độc lập Croatia đã lập ra các trại tập trung cho những người chống phát xít, cộng sản, người Serb, Gypsy và người Do Thái. Một trong những trại đó là Jasenovac. Một số lớn nam giới, phụ nữ và trẻ em, chủ yếu là người Serb, đã bị hành quyết tại các trại này.

#### Các phong trào kháng chiến
Những người Nam Tư phản đối Phát xít đã tổ chức một phong trào kháng chiến. Họ có khuynh hướng ủng hộ Vương quốc Nam Tư cũ gia nhập Quân đội Nam Tư tại Tổ quốc, cũng được gọi là đội quân du kích trung thành Chetniks, Serbia do Dragoljub "Draža" Mihailović lãnh đạo. Những người ủng hộ Đảng Cộng sản (Komunistička partija), và chống lại nhà Vua, gia nhập Quân đội Giải phóng Quốc gia Nam Tư (Narodno Oslobodilačka Vojska hay NOV), do Josip Broz Tito, một người Croatia theo chủ nghĩa quốc gia lãnh đạo. Chetniks là đồng minh của Hoa Kỳ tại châu Âu và họ đã cứu thoát hơn 150 phi công Mỹ trong Chiến dịch: "Vazdušni Most".
Quân đội Giải phóng Quốc gia Nam Tư đã tung ra một chiến dịch chiến tranh du kích được phát triển thành đội quân kháng chiến lớn nhất trên lãnh thổ Đông và Trung Âu bị chiếm đóng. Ban đầu Chetniks tung ra những cuộc tấn công đáng chú ý và được ủng hộ bởi chính phủ hoàng gia lưu vong cũng như Đồng Minh, nhưng nhanh chóng phải giảm bớt quy mô hành động bởi những cuộc trả đũa vào dân thường Serbia của Đức.
Với mỗi lính thiệt mạng, quân Đức sẽ hành quyết 100 thường dân, và với mỗi lính bị thương, họ giết 50 người. Vì cái giá nhân mạng quá đắt, Chetniks đã phải chấm dứt các hoạt động chống Đức và Đồng Minh chuyển sang ủng hộ Quân đội Giải phóng Quốc gia Nam Tư.
Tuy nhiên, Quân đội Giải phóng Quốc gia Nam Tư vẫn tiến hành cuộc chiến tranh du kích của mình. Thiệt hại nhân mạng được Vladimir Zerjavic và Bogoljub Kočović, ước tính là 1.027.000 người, con số này được Liên hiệp quốc chấp nhận, trong khi cơ quan chức năng Nam Tư cho rằng có 1.700.000 người chết. Chủ yếu là người Serb sống tại Bosna và Croatia, cũng như người Do Thái và các cộng đồng thiểu số Romani cao hơn nhiều so với những sắc dân bất hợp tác.

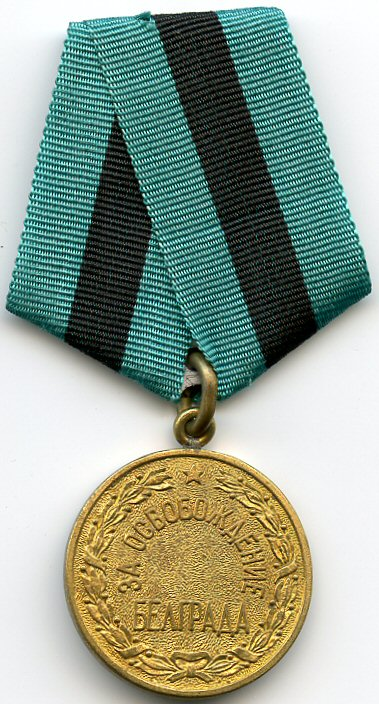
Khoảng 70.000 Hồng quân Xô viết và Quân đội nhân dân Nam Tư đã được trao huy chương này khi tham gia giải phóng Belgrade từ 19 tháng 6 năm 1945.

Trong cuộc chiến, quân du kích do những người cộng sản lãnh đạo trên thực tế cầm quyền tại các lãnh thổ giải phóng, và các hội đồng nhân dân do Quân đội Giải phóng Quốc gia Nam Tư lập ra hoạt động như những cơ quan quản lý dân sự. Mùa thu năm 1941, quân du kích thành lập Cộng hòa Užice tại lãnh thổ giải phóng ở phía tây Serbia. Tháng 11 năm 1941, quân đội Đức chiếm lại lãnh thổ này, trong khi đa số các lực lượng du kích phải bỏ chạy về phía Bosna.
Ngày 25 tháng 11 năm 1942, Hội đồng Chống Phát xít của Phong trào Giải phóng Quốc gia Nam Tư (Antifašističko Vijeće Narodnog Oslobođenja Jugoslavije) được nhóm họp tại Bihać, Bosna. Hội đồng tái họp ngày 29 tháng 11 năm 1943, tại Jajce, cũng thuộc Bosna và lập ra các căn bản cho việc tổ chức đất nước thời hậu chiến, thành lập một liên bang (ngày nay sau chiến tranh đã được gọi là Ngày Cộng hòa).

### Giải phóng Nam Tư
Quân đội Giải phóng Quốc gia Nam Tư đẩy lùi được Phe trục ra khỏi Serbia năm 1944 và phần còn lại của Nam Tư năm 1945. Hồng quân giúp giải phóng Belgrade và một số lãnh thổ khác, nhưng đã rút lui sau khi chiến tranh chấm dứt. Tháng 5 năm 1945, Quân đội Giải phóng Quốc gia Nam Tư gặp các lực lượng Đồng Minh bên ngoài các biên giới cũ của Nam Tư, sau khi chiếm Trieste và nhiều vùng thuộc các tỉnh Styria và Carinthia phía nam nước Áo. Đây là vùng lãnh thổ có đa số dân là người Ý và người Slovenia. Tuy nhiên, Quân đội Giải phóng Quốc gia Nam Tư đã phải rút khỏi Trieste trong cùng năm ấy.
Những nỗ lực của phương Tây nhằm thống nhất các nhóm du kích, họ từ chối quyền lãnh đạo của chính phủ cũ của Vương quốc Nam Tư, và sự hồi hương của vị vua, dẫn tới Thỏa thuận Tito-Šubašić vào tháng 6 năm 1944, tuy nhiên Tito được các công dân coi là một anh hùng quốc gia, vì thế ông giành được quyền lãnh đạo ở nhà nước cộng sản độc lập thời hậu chiến, bắt đầu với chức vụ thủ tướng.

## Nam Tư thứ hai
Ngày 31 tháng 1 năm 1946, hiến pháp mới của Liên bang Cộng hòa Nhân dân Nam Tư, theo hình thức hiến pháp Liên bang Xô viết, thành lập sáu nước Cộng hòa Xã hội Chủ nghĩa, một Tỉnh Xã hội Chủ nghĩa Tự trị và một Quận Xã hội Chủ nghĩa Tự trị từng là một phần của Cộng hòa Xã hội Chủ nghĩa Serbia. Thủ đô liên bang đặt tại Belgrade. Các nước Cộng hòa và các Tỉnh gồm (theo thứ tự chữ cái):
| Tên gọi | Thủ đô                     | Quốc kỳ | Vị trí |
| --- | -------------------------- | ------- | ------ |
| 1.Cộng hòa Xã hội chủ nghĩa Bosna và Hercegovina                                                                    | Sarajevo                   |         |        |
| 2.Cộng hòa Xã hội chủ nghĩa Croatia                                                                                 | Zagreb                     |         |        |
| 3.Cộng hòa Xã hội chủ nghĩa Macedonia                                                                               | Skopje                     |         |        |
| 4.Cộng hòa Xã hội chủ nghĩa Montenegro                                                                              | Titograd*                  |         |        |
| 5.Cộng hòa Xã hội chủ nghĩa Serbia 5a.Tỉnh Xã hội Chủ nghĩa Tự trị Kosovo 5b.Tỉnh Xã hội Chủ nghĩa Tự trị Vojvodina | Belgrade Priština Novi Sad |         |        |
| 6.Cộng hòa Xã hội chủ nghĩa Slovenia                                                                                | Ljubljana                  |         |        |

(* hiện là Podgorica)
Năm 1974, hai tỉnh Vojvodina và Kosovo-Metohija (tỉnh sau khi ấy đã được nâng cấp lên vị thế một tỉnh), cũng như các nước cộng hòa Bosna và Hercegovina và Montenegro, được trao quyền tự trị lớn hơn tới mức tiếng Albania và tiếng Hungary đã được chính thức công nhận là các ngôn ngữ thiểu số và tiếng Serbo-Croat của Bosna và Montenegro đã biến đổi thành một hình thức dựa trên kiểu nói của người dân địa phương mà không phải là các ngôn ngữ tiêu chuẩn của Zagreb và Belgrade.
Vojvodina và Kosovo-Metohija là một phần của nước Cộng hòa Serbia. Nước này đã giữ khoảng cách với Liên bang Xô viết năm 1948 (cf. Cominform và Informbiro) và đã bắt đầu con đường xây dựng chủ nghĩa xã hội của riêng mình dưới sự lãnh đạo chặt chẽ của Josip Broz Tito. Nhà nước này chỉ trích cả Khối phương Đông và các quốc gia NATO, và đã cùng các nước khác lập ra Phong trào không liên kết năm 1961, và liên tục là thành viên của tổ chức này cho tới khi bị giải tán.

### Nhân khẩu
Nam Tư luôn có sự đa dạng về dân cư, không chỉ trên mặt sắc tộc, mà còn ở khía cạnh tôn giáo. Hồi giáo, Công giáo La Mã, Do Thái giáo và Tin Lãnh cùng nhiều đức tin Kitô giáo Đông phương hiện diện tại Nam Tư, tổn cộng có 40 tôn giáo. Nhân khẩu các tôn giáo tại Nam Tư đã thay đổi nhiều kể từ Chiến tranh thế giới thứ hai. Các cuộc điều tra dân số được thực hiện vào năm 1921 và năm 1948 cho thấy rằng 99% dân cư tham gia sâu vào việc hành đạo. Cùng với các chương trình hiện đại hóa và đô thị hóa của chính phủ sau chiến tranh, tỉ lệ tín hữu các tôn giáo đã sụt giảm đáng kể. Kết nối giữa niềm tin tôn giáo và sắc tộc đã đặt ra một mối đe dọa nghiêm trọng cho các chính sách hậu chiến của chính phủ cộng sản.
Sau khi trở thành một quốc gia cộng sản, một cuộc khảo sát vào năm 1964 đã cho thấy rằng chỉ có hơn 70% tổng dân số Nam Tư tự xem mình là tín đồ của một tôn giáo. Những nơi có tính tôn giáo mạnh nhất là Kosovo với 91% và Bosna và Hercegovina với 83,8%. Những nơi có tính tôn giáo thấp nhất là Slovenia 65,4%, Serbia với 63,7% và Croatia với 63,6%. Khác biệt tôn giáo giữa người Serb theo Chính Thống giáo, người Croatia theo Công giáo, và người Bosnia theo Hồi giáo và sự trỗi dậy của chủ nghĩa dân tộc đã góp phần vào sự sụp đổ của Nam Tư năm 1991.

### Chính phủ
Ngày 7 tháng 4 năm 1963 nước này đổi tên chính thức thành Cộng hòa Liên bang Xã hội chủ nghĩa Nam Tư và Tito được phong làm Tổng thống trọn đời.
Tại Cộng hòa Liên bang Xã hội chủ nghĩa Nam Tư, mỗi nước cộng hòa và tỉnh có hiến pháp, tòa án tối cao, nghị viện, tổng thống và thủ tướng riêng. Lãnh đạo tối cao của chính phủ Nam Tư là Tổng thống (Tito), Thủ tướng liên bang và Nghị viện liên bang (một chức vụ Tổng thống tập thể được lập ra sau khi Tito chết năm 1980).
Các chức vụ quan trọng khác là các tổng thư ký Đảng Cộng sản tại mỗi nước cộng hòa và mỗi tỉnh, và tổng thư ký Uỷ ban Trung ương Đảng Cộng sản.
Josip Broz Tito là nhân vật quyền lực nhất đất nước, tiếp theo là các chủ tịch và thủ tướng nước cộng hòa và tỉnh, và các chủ tịch Đảng Cộng sản. Rất nhiều người đã phải khốn khổ khi bị ông ghét. Slobodan Penezić Krcun, lãnh đạo cảnh sát mật của Tito tại Serbia, trở thành nạn nhân của một vụ tai nạn giao thông đáng ngờ khi ông ta bắt đầu phàn nàn về chính sách của Tito. Bộ trưởng nội vụ Aleksandar Ranković bị tước toàn bộ danh hiệu và quyền lợi sau khi bất đồng với Tito về đường lối chính trị đất nước. Thỉnh thoảng, các vị bộ trưởng trong chính phủ, như Edvard Kardelj hay Stane Dolanc, còn quan trọng hơn thủ tướng.
Sự đàn áp bất đồng leo thang với cái gọi là Mùa xuân Croatia năm 1970-1971, khi sinh viên tại Zagreb tổ chức các cuộc tuần hành đòi quyền tự do dân sự lớn hơn và quyền tự trị cao hơn cho Croatia. Chính quyền đàn áp cuộc phản kháng và tống giam những người lãnh đạo, nhưng nhiều nhân vật đại diện quan trọng của Croatia trong Đảng bí mật ủng hộ cuộc đấu tranh này, vì thế một hiến pháp mới đã được phê chuẩn năm 1974 trao thêm nhiều quyền cho các nước cộng hòa tại Nam Tư và các tỉnh tại Serbia.

### Căng thẳng sắc tộc và khủng hoảng kinh tế
Nam Tư thời hậu Chiến tranh thế giới thứ hai ở nhiều mặt là một hình mẫu tìm kiếm cách xây dựng một nhà nước đa quốc gia. Liên bang được xây dựng trên một nền tảng kép: một nhà nước Nam Tư thời giữa hai cuộc chiến với ưu thế của tầng lớp cầm quyền người Serb; và một sự phân chia quốc gia thời chiến, khi Ý và Phát xít Đức phân chia nước này và ủng hộ một phái quốc gia Croatia cực đoan được gọi là Ustashe nắm quyền và đã thực hiện thảm sát chống lại người Serb. Một số nhân vật quốc gia Bosna đã gia nhập các lực lượng phe Trục và tấn công người Serb. Để trả đũa, những người Serb quốc gia cực đoan tung ra những cuộc tấn công trả thù và người Bosna và người Croatia.
Bạo lực sắc tộc chỉ chấm dứt khi đội quân Du kích Nam Tư đa sắc tộc kiểm soát đất nước thời hậu chiến và cấm ủng hộ chủ nghĩa quốc gia. Sự hoà bình bên ngoài được giữ trong suốt thời cầm quyền của Tito, dù những cuộc phản kháng mang tính chất quốc gia vẫn diễn ra, nhưng chúng nhanh chóng bị đàn áp và những người lãnh đạo bị bỏ tù hay bị hành quyết. Tuy nhiên, một cuộc phản kháng đã xảy ra tại Croatia trong thập niên 1970, được gọi là "Mùa xuân Croatia" với sự ủng hộ của phần đông người Croatia cho rằng Nam Tư là một sự bá quyền của người Serb và yêu cầu giảm bớt quyền lực của Serbia. Tito, vốn là người Croatia, lo ngại về sự ổn định của đất nước và đã hành động theo hướng xoa dịu cả người Croatia và người Serb, ông ra lệnh bắt giữ những người Croatia phản kháng, trong khi chấp nhận một số yêu cầu của họ. Năm 1974, ảnh hưởng của Serbia trong liên bang đã bị giảm bớt khá nhiều khi các tỉnh tự trị được thành lập tại vùng Kosovo với đa số người Albania và Vojvodina với các sắc tộc pha trộn. Các tỉnh tự trị này có quyền bỏ phiếu như các nước cộng hòa nhưng không như những nước cộng hòa, họ không được phép ly khai khỏi Nam Tư. Sự lùi bước này làm Croatia và Slovenia hài lòng, nhưng tại Serbia và tại tỉnh tự trị Kosovo mới thành lập, sự phản ứng khác biệt nhau. Người Serb coi hiến pháp mới là sự thua cuộc trước người Croatia và những người quốc gia Albania. Người Albania tại Kosovo coi việc thành lập tỉnh tự trị là chưa đủ, và yêu cầu Kosovo phải trở thành một nhà nước cộng hòa với quyền ly khai khỏi Nam Tư. Việc này khiến căng thẳng trong giới lãnh đạo cộng sản gia tăng, đặc biệt trong số các quan chức người Serb vốn bực tức vì cho rằng hiến pháp năm 1974 làm suy yếu ảnh hưởng của Serbia và làm tổn hại tới sự thống nhất quốc gia khi cho các nước cộng hòa quyền ly khai.
Một cuộc khủng hoảng kinh tế bùng phát trong thập niên 1970 là sản phẩm của những sai lầm nghiêm trọng của các chính phủ Nam Tư, như vay mượn các khoản tín dụng khổng lồ từ phương Tây nhằm thúc đẩy phát triển qua xuất khẩu. Các nền kinh tế châu Âu lúc ấy đang ở giai đoạn giảm phát, làm xuất khẩu của Nam Tư ngưng trệ và tạo ra các khoản nợ lớn. Chính phủ Nam Tư khi ấy phải chấp nhận các điều kiện của Quỹ Tiền tệ Quốc tế nhằm xoa dịu gánh nặng khủng hoảng với tầng lớp lao động. Đồng thời, các nhóm xã hội mạnh xuất hiện bên trong Đảng Cộng sản Nam Tư, liên minh với các nhóm lợi ích kinh doanh, ngân hàng và nhà nước phương tây và bắt đầu thúc đẩy chủ nghĩa tân tự do, với sự ủng hộ của Hoa Kỳ. Chính chính quyền Reagan, vào năm 1984, đã thông qua một đề xuất "Liệu pháp sốc" để thúc đẩy Nam Tư theo hướng phục hồi tư bản.
Năm 1989 Jeffrey Sachs tới Nam Tư để giúp chính phủ liên bang của Ante Marković chuẩn bị gói "Liệu pháp Sốc" của IMF/Ngân hàng Thế giới, sau đó được đưa ra năm 1990 ngay ở thời điểm các cuộc bầu cử nghị viện đang được tổ chức ở nhiều nước cộng hòa.
Chương trình "Liệu pháp sốc" dành Nam Tư vừa là duy nhất trong vùng vừa có tầm ảnh hưởng chính trị quan trọng trong giai đoạn 1989-90. Luật phá sản để thanh lý các doanh nghiệp nhà nước có hiệu lực từ Luật các Hoạt động Tài chính năm 1989 yêu cầu rằng nếu một doanh nghiệp không trả được nợ trong 30 ngày liên tiếp, hay trong 30 ngày của một giai đoạn 45 ngày, nó phải đàm phán với các chủ nợ hoặc phải trao quyền sở hữu cho họ hay sẽ bị thanh lý, trong trường hợp đó các công nhân sẽ bị sa thải, thông thường không được nhận tiền công.
Năm 1989, theo các nguồn tin chính thức, 248 công ty tuyên bố phá sản hay bị thanh lý và 89.400 công nhân bị sa thải. Trong chín tháng đầu năm 1990 sau khi chương trình của IMF được thông qua, 889 doanh nghiệp khác với 525.000 công nhân phải chịu chung số phận. Nói theo cách khác, trong vòng chưa tới hai năm "cơ cấu khởi động" (theo Đạo luật các Hoạt động Tài chính) hơn 600.000 công nhân trong tổng số 2.7 triệu công nhân trong lĩnh vực công nghiệp đã bị sa thải. Thêm khoảng 20% nguồn nhân lực, hay một nửa triệu người không được trả lương trong những tháng đầu năm 1990 khi cách doanh nghiệp phải tìm cách tránh phá sản. Nơi tập trung đông nhất các doanh nghiệp phá sản và sa thải công nhân là Serbia, Bosna và Hercegovina, Macedonia và Kosovo. Thu nhập thực tế rơi tự do, các chương trình xã hội đã sụp đổ tạo nên một không khí bất mãn xã hội và vô hi vọng. Đây là một điểm chuyển đổi quan trọng dẫn tới những sự kiện diễn ra tiếp theo.
Mùa xuân năm 1990, Marković vẫn là chính trị gia có nhiều ảnh hưởng nhất, không chỉ với toàn bộ Nam Tư, mà cả ở mỗi nước cộng hòa tạo thành liên bang này. Đúng ra ông đã phải tổ chức những cuộc tuần hành dân chúng ủng hộ nhà nước Nam Tư chống lại những nhân vật quốc gia như Milošević tại Serbia hay Tuđman tại Croatia và ông đã có thể nhờ cậy vào sự trung thành của các lực lượng vũ trang. Ông được 83% dân số Croatia, 81% dân số Serbia và 59% dân số Slovenia cùng 79% dân số trong toàn bộ Nam Tư ủng hộ. Mức độ ủng hộ này cho thấy người dân Nam Tư vẫn kiên quyết duy trì quốc gia như thế nào.
Nhưng Marković đã gắn liền Chủ nghĩa Nam Tư của mình với chương trình "Liệu pháp Sốc" có điều kiện của IMF và EU và việc này đã khiến những người theo chủ nghĩa ly khai ở Tây Bắc và những người theo chủ nghĩa quốc gia ở Serbia có cơ hội trỗi dậy. Những người theo chủ nghĩa ly khai tại Slovenia và Croatia kêu gọi các cử tri bác bỏ chương trình kinh tế khổ hạnh của Marković-IMF và bằng cách đó sẽ giúp những nước cộng hòa của họ chuẩn bị rời bỏ Nam Tư và "gia nhập châu Âu". Lời kêu gọi của Milošević tại Serbia dựa trên ý tưởng rằng phương Tây đang hành động chống lại những lợi ích của người Serb. Những lời kêu gọi mang tính chủ nghĩa quốc gia đó cuối cùng đã thành công: ở tất cả các nước cộng hòa, bắt đầu bằng Slovenia và Croatia vào mùa xuân, các chính phủ bỏ qua các quy định giới hạn tièn tệ của chương trình ổn định của Marković để giành lấy số phiếu bầu.
Chính phủ cấp vùng mới được bầu ra sau đó tập trung nỗ lực vào việc phá vỡ đất nước. Họ được chính phủ Hoa Kỳ ủng hộ bằng lập trường muốn phá bỏ kết cấu quốc gia Nam Tư nhằm đẩy nhanh hơn nữa chương trình "Liệu pháp Sốc". Một số ít quốc gia châu Âu có các lợi ích chiến lược tại Nam Tư có ý muốn thúc đẩy sự tan rã.
Cũng có một số thiếu sót, đặc biệt là trong cơ cấu của Nam Tư khiến việc sụp đổ diễn ra nhanh chóng hơn. Ví dụ, nhiều người cho rằng sự phi tập trung hóa Thị trường Chủ nghĩa xã hội là một thí nghiệm sai lầm cho tình hình địa chính trị của nhà nước Nam Tư. Hiến pháp năm 1974 dù tốt hơn cho người Albani tại Kosovo, đã khiến các nước cộng hòa có nhiều quyền lực hơn, vì thế làm ảnh hưởng tới quyền lực thể chế và hữu hình của chính phủ liên bang. Chính quyền Tito đã thay đổi sự suy yếu này cho tới tận khi ông qua đời năm 1980, sau đó nhà nước và Đảng Cộng sản dần tê liệt và rơi vào khủng hoảng.

### Tan vỡ
Sau cái chết của Tito ngày 4 tháng 5 năm 1980, căng thẳng sắc tộc gia tăng ở Nam Tư. Di sản của Hiến pháp năm 1974 đã được dùng để đưa hệ thống ra quyết định thành một nhà nước tê liệt, khiến toàn bộ rơi vào tình trạng vô vọng khi xung đột lợi ích đã trở nên không thể hòa giải. Khủng hoảng hiến pháp không thể tránh khỏi diễn ra sau đó đã dẫn tới sự trỗi dậy của chủ nghĩa quốc gia tại tất cả các nước cộng hòa: Slovenia và Croatia đưa ra những yêu cầu nới lỏng quan hệ bên trong liên bang, sắc tộc người Albania đa số tại Kosovo yêu cầu được trở thành một nước cộng hòa, Serbia tìm cách có được quyền kiểm soát tuyệt đối với Nam Tư. Thêm vào đó, hành trình tìm kiếm độc lập của người Croatia khiến các cộng đồng người Serb lớn bên trong Croatia nổi dậy và tìm cách ly khai khỏi nước cộng hòa Croatia.
Năm 1986, Viện hàn lâm Khoa học và Nghệ thuật Serbia phác thảo một bản ghi nhớ đề cập tới một số vấn đề quan trọng liên quan tới vị thế của người Serb là nhóm người đông đảo nhất tại Nam Tư. Nước cộng hòa lớn nhất về lãnh thổ và dân số trong Liên bang Nam Tư là Serbia với các ảnh hưởng trên các vùng Kosovo và Vojvodina đã bị giảm bớt trong Hiến pháp năm 1974. Vì hai tỉnh tự trị của họ trên thực tế có đặc quyền như những nước cộng hòa đầy đủ, Serbia thấy rằng họ đã bị trói tay trước các chính phủ tại các nước cộng hòa trong việc đưa ra và thực hiện các quyết định đối với những vùng này. Bởi các tỉnh có phiếu bầu bên trong Hội đồng Tổng thống Liên bang (một hội đồng có tám thành viên gồm các đại diện từ sáu nước cộng hòa và hai tỉnh tự trị), họ thỉnh thoảng còn thậm chí tham gia vào liên minh với các nước cộng hòa khác, vì vậy lấn át được Serbia. Sự bất lực chính trị của Serbia khiến các nước cộng hòa có thể gây áp lực với 2 triệu người Serb (20% tổng dân số Serbia) sống bên ngoài nước cộng hòa này.
Lãnh đạo cộng sản của Serbia Slobodan Milošević tìm cách tái lập chủ quyền Serbia như hồi trước năm 1974. Các nước cộng hòa khác, đặc biệt là Slovenia và Croatia, bác bỏ động thái này coi đó là sự phục hồi của chủ nghía bá chủ Serbia. Milošević đã thành công trong việc giảm bớt quyền tự trị của Vojvodina và Kosovo và Metohija, nhưng cả hai thực thể này vẫn giữ được một phiếu bầu bên trong Hội đồng Tổng thống Nam Tư. Công cụ đã được sử dụng để giảm bớt ảnh hưởng của Serbia thì nay lại được dùng để tăng ảnh hưởng đó: trong hội đồng tám thành viên, Serbia khi ấy ít nhất đã có bốn phiếu bầu - của Serbia, sau đó của thực thể trung thành Montenegro, và Vojvodina và Kosovo.
Như một hậu quả của những sự kiện đó, người thiểu số Albania tại Kosovo tổ chức những cuộc biểu tình, phát triển lên thành cuộc xung đột sắc tộc giữa người Albania và những người không phải Albania ở tỉnh này. Với tỷ lệ 87% dân số Kosovo trong thập niên 1980, sắc tộc Albania chiếm đa số dân. Số lượng người Slav tại Kosovo (chủ yếu là người Serb) nhanh chóng giảm sút vì nhiều lý do, trong số đó có lý do từ những căng thẳng sắc tộc gia tăng và cuộc di cư diễn ra sau đó khỏi vùng này. Tới năm 1999 người Slav chỉ còn chiếm 10% số dân tại Kosovo.
Trong lúc ấy Slovenia, dưới sự lãnh đạo của Milan Kučan, và Croatia ủng hộ người thiểu số Albania và cuộc đấu tranh đòi được công nhận chính thức của họ. Những cuộc đình công ban đầu đã trở thành các cuộc tuần hành rộng lớn yêu cầu thành lập một nhà nước Kosovo. Điều này làm giới lãnh đạo Serbia bực tức theo đuổi biện pháp vũ lực, và dẫn tới sự kiện sau đó khi Quân đội Liên bang được gửi tới tỉnh này theo lệnh của Hội đồng Tổng thống Nam Tư với đa số của người Serb.
Tháng 1 năm 1990, Đại hội bất thường lần thứ 14 của Liên đoàn Cộng sản Nam Tư được nhóm họp. Trong hầu hết thời gian, các đại biểu người Slovenia và người Serb tranh luận với nhau về tương lai Liên đoàn Cộng sản Nam Tư. Đoàn đại biểu Serbia, dưới sự lãnh đạo của Milošević, nhấn mạnh vào một chính sách "một người, một phiếu", sẽ làm tăng quyền lực cho sắc dân chiếm đa số, người Serb. Trái lại, người Slovenia, được người Croatia hậu thuẫn, tìm cách sửa đổi Nam Tư bằng cách trao thêm quyền cho các nước cộng hòa, nhưng đều bị bỏ phiếu bác bỏ. Vì thế, phái đoàn Slovenia, và cuối cùng cả phái đoàn Croatia rời bỏ Đại hội, và Đảng cộng sản toàn Nam Tư bị giải tán.
Sau sự sụp đổ của chủ nghĩa cộng sản tại những phần còn lại của Đông Âu, mỗi nước cộng hòa đều tổ chức các cuộc tuyển cử đa đảng năm 1990. Slovenia và Croatia tổ chức bầu cử vào tháng 4 bởi các đảng cộng sản của họ tìm cách rút lui khỏi quyền lực một cách hòa bình. Các nước cộng hòa khác thuộc Nam Tư - đặc biệt là Serbia - ít nhiều bất bình với quá trình dân chủ hóa tại hai nước cộng hòa kia và đề xuất các biện pháp trừng phạt khác nhau (ví dụ "thuế hải quan" của Serbia với các sản phẩm của Slovenia) chống lại hai nước kia nhưng khi thời gian trôi qua các đảng cộng sản tại các nước cộng hòa khác thấy quá trình dân chủ hóa là không thể tránh khỏi và vào tháng 12 khi thành viên cuối cùng của liên bang - Serbia tổ chức cuộc bầu cử nghị viện xác nhận sự cầm quyền của những người cộng sản tại nước cộng hòa này. Tuy nhiên, các vấn đề chưa được giải quyết vẫn tồn tại. Đặc biệt, Slovenia và Croatia bầu ra các chính phủ với khuynh hướng các nước cộng hòa tự trị lớn hơn (dưới sự lãnh đạo của Milan Kučan và Franjo Tuđman), bởi mọi việc đã trở nên rõ ràng rằng các nỗ lực duy trì thống trị của Serbia và các mức độ tiêu chuẩn dân chủ khác nhau đang ngày càng không còn thích hợp. Serbia và Montenegro lựa chọn các ứng cử viên ủng hộ sự thống nhất của Nam Tư. Người Seriba tại Croatia không chấp nhận một tình trạng thiểu số trong một nhà nước Croatia có chủ quyền, bởi điều này làm họ mất vị thế và giảm bớt quyền lực tại nhà nước Croatia.

## Nội chiến Nam Tư
Chiến tranh bùng nổ khi những chính quyền mới tìm cách thay thế các lực lượng quân sự và dân sự của Nam Tư bằng những lực lượng ủng hộ ly khai. Vào tháng 8 năm 1990 khi Croatia tìm cách thay thế cảnh sát tại vùng Croat Krajina có đông người Serb sinh sống bằng vũ lực, ban đầu dân chúng tại đó đi tới trốn tránh trong những doanh trại Quân đội Liên bang Nam Tư, trong khi quân đội vẫn thờ ơ. Sau đó dân chúng tổ chức các đội kháng chiến vũ trang. Những cuộc xung đột vũ trang giữa các lực lượng Croatia ("cảnh sát") và dân thường đã đánh dấu sự khởi đầu của chiến tranh Nam Tư làm ảnh hưởng cả vùng. Tương tự, nỗ lực thay thế cảnh sát biên phòng của Nam Tư bằng cảnh sát Slovenia đã gây ra những cuộc xung đột vũ trang địa phương và kết thúc với số lượng nạn nhân tối thiểu. Một nỗ lực tương tự tại Bosna và Hercegovina đã dẫn tới một cuộc chiến chỉ chấm dứt sau hơn 3 năm (xem bên dưới). Kết quả của những cuộc xung đột đó là sự di cư của hầu như toàn bộ người Serb khỏi cả ba vùng đó, những cuộc di dân lớn tại Bosna và Hercegovina và sự thành lập ba nước độc lập mới. Sự ly khai khỏi Cộng hòa Nam Tư của Macedonia diễn ra trong hòa bình.
Những cuộc nổi dậy của người Serb tại Croatia bắt đầu vào tháng8 năm 1990 bằng hành động phong tỏa đường sá từ bờ biển Dalmatian vào trong lục địa hầu như đã diễn ra một năm trước khi giới lãnh đạo Croatia có bất kỳ hành động hướng tới độc lập nào. Những cuộc nổi dậy ấy được ủng hộ công khai hay bí mật của Quân đội Liên bang Nam Tư (JNA). Người Serb tuyên bố sự xuất hiện của các Vùng Tự trị Serbia (sau này được gọi là Cộng hòa Serb Krajina) tại Croatia. Quân đội Liên bang tìm cách giải giới các lực lượng phòng vệ lãnh thổ của các nước cộng hòa Slovenia (các nước cộng hòa có các lực lượng phòng vệ địa phương riêng tương tự như Home guard) vào năm 1990 nhưng không hoàn toàn thành công. Slovenia bắt đầu nhập khẩu vũ khí để tăng cường sức mạnh của mình. Croatia cũng tham gia các hoạt động nhập lậu vũ khí, (sau khi lực lượng vũ trang các nước cộng hòa bị Quân đội Liên bang giải giới), chủ yếu từ Hungary, và đã bị phát hiện khi Cơ quan Phản gián Nam Tư (KOS, Kontra-obavještajna Služba) trưng ra một băng video về một cuộc gặp gỡ bí mật giữa Bộ trường Quốc phòng Croatia Martin Špegelj và hai người đàn ông. Špegelj thông báo họ đang ở tình trạng chiến tranh với quân đội và ra các chỉ thị về việc buôn lậu vũ khí cũng như các biện pháp đối đầu với các quan chức quân đội Nam Tư đồn trú tại các thành phố Croatia. Serbia và quân đội Liên bang đã sử dụng bắng chứng tái vũ trang này của Croatia cho các mục đích tuyên truyền.
Tháng 3 năm 1990, trong những cuộc tuần hành tại Split, Croatia, một lính trẻ người Nam Tư đã bỏ chạy khỏi xe tăng sau khi lao vào một đám đông. Tương tự, súng đã nổ tại các căn cứ quân sự trên khắp Croatia. Ở những nơi khác, căng thẳng cũng leo thang.
Cùng trong tháng ấy, Quân đội Nhân dân Nam Tư (Jugoslovenska Narodna Armija, JNA) gặp gỡ ban lãnh đạo Nam Tư trong một nỗ lực nhằm buộc họ tuyên bố tình trạng khẩn cấp cho phép quân đội nắm quyền kiểm soát đất nước. Ở thời điểm ấy quân đội bị coi là một lực lượng của Serbia nên các nước cộng hòa khác sợ rằng họ sẽ bị thống trị của Serbia trong liên minh. Các đại diện của Serbia, Montenegro, Kosovo và Metohija và Vojvodina bỏ phiếu ủng hộ, trong khi tất cả các nước cộng hòa khác, Croatia (Stipe Mesić), Slovenia (Janez Drnovšek), Macedonia (Vasil Tupurkovski) và Bosna và Hercegovina (Bogić Bogićević), bỏ phiếu chống. Mối quan hệ vẫn giữ cho những sự xung đột chưa leo thang, nhưng không kéo dài.
Sau những kết quả của cuộc bầu cử đa đảng đầu tiên, vào mùa thu năm 1990, các nước cộng hòa Slovenia và Croatia đề nghị chuyển đổi Nam Tư sang hình thức một nhà nước liên bang lỏng lẻo hơn với sáu nước cộng hòa. Bằng đề nghị này các nước cộng hòa sẽ có quyền tự quyết. Tuy nhiên Milošević phản đối mọi đề nghị như vậy, cho rằng giống như người Slovenia và người Croatia, người Serb (nên nhớ là có người Serb tại Croatia) cũng phải có quyền tự quyết.
Ngày 9 tháng 3 năm 1991, những cuộc tuần hành phản đối Slobodan Milošević được tổ chức ở Belgrade, nhưng cảnh sát và quân đội đã được triển khai trên các đường phố để giữ gìn trật tự, giết hại hai người. Cuối tháng 3 năm 1991, Vụ việc Plitvice Lakes là một trong những tia lửa đầu tiên nhóm lên cuộc chiến tại Croatia. Quân đội Nhân dân Nam Tư (JNA), với các tướng lĩnh cao cấp chủ yếu là người Seriba, duy trì lập trường trung lập, nhưng khi thời gian trôi đi, họ ngày càng can thiệp sâu vào chính trị trong nước.
Ngày 25 tháng 6 năm 1991, Slovenia và Croatia trở thành hai nước cộng hòa đầu tiên tuyên bố độc lập khỏi Nam Tư. Các quan chức hải quan liên bang tại Slovenia trên vùng biên giới với Ý, Áo và Hungary chủ yếu chỉ thay đổi đồng phục bởi đa số họ là người Slovenia địa phương. Cảnh sát biên giới cũng đã là người Slovenia trước khi nước này tuyên bố độc lập. Ngày hôm sau (26 tháng 6), Hội đồng Hành pháp Liên bang ra lệnh đặc biệt cho quân đội nắm quyền kiểm soát "các đường biên giới đã được quốc tế công nhận". Xem Cuộc chiến mười ngày.
Các lực lượng Quân đội Nhân dân Nam Tư, dựa vào các đơn vị đồn trú tại Slovenia và Croatia, muốn thực hiện nhiệm vụ này trong vòng 48 giờ sau đó. Tuy nhiên, vì Quân đội Nam Tư thông tin sai lệnh nên Liên bang nằm dưới sự tấn công của các lực lượng nước ngoài, và trên thực tế đa số họ không muốn tham gia vào một cuộc chiến trên bộ nơi họ đang làm nhiệm vụ, các lực lượng phòng vệ Slovenia nhanh chóng giành lại hầu hết các vị trí trong vòng vài ngày với tổn thất nhân sự nhỏ nhất cho cả hai phía. Có một vụ việc bị coi là một tội ác chiến tranh, khi kênh ORF TV station của Áo phát sóng đoạn phim tư liệu về ba binh lính Quân đội Nam Tư đầu hàng lực lượng phòng vệ, trước khi có tiếng súng và những người lính ngã xuống. Tuy nhiên, không ai thiệt mạng trong vụ việc này. Tuy vậy đã có những vụ việc phá hủy tài sản và sinh mạng cá nhân bởi Quân đội Nhân dân Nam Tư - các ngôi nhà, một nhà thờ, sân bay dân sự đã bị ném bom, các tài xế xe tải trên đường Ljubljana - Zagreb và các nhà báo Áo tại Sân bay Ljubljana đã bị thiệt mạng. Lúc ấy thỏa thuận ngừng bắn được đưa ra. Theo Thỏa thuận Brioni, được công nhận bởi tất cả các đại diện của các nước cộng hòa, cộng đồng quốc tế gây áp lực với Slovenia và Croatia để đặt ra một thời hạn trì hoãn ba tháng tuyên bố độc lập của họ. Trong ba tháng này, Quân đội Nam Tư đã hoàn thành việc rút khỏi Slovenia, nhưng tại Croatia, một cuộc chiến tranh bùng phát vào mùa thu năm 1991. Sắc tộc Serbia, đã tạo ra quốc gia Cộng hòa Serbian Krajina của riêng họ tại các vùng có đa số người Serb sinh sống chống lại các lực lượng của Cộng hòa Croatia đang tìm cách đưa vùng ly khai này trở lại dưới quyền cai quản của Croatia. Tại một số vùng chiến lược, Quân đội Nam Tư hành động như một vùng đệm, ở hầu hết những nơi khác quân đội bảo vệ hay giúp đỡ những người Serb bằng các nguồn lực và cả nhân lực trong cuộc chiến của họ với quân đội và cảnh sát Croatia.

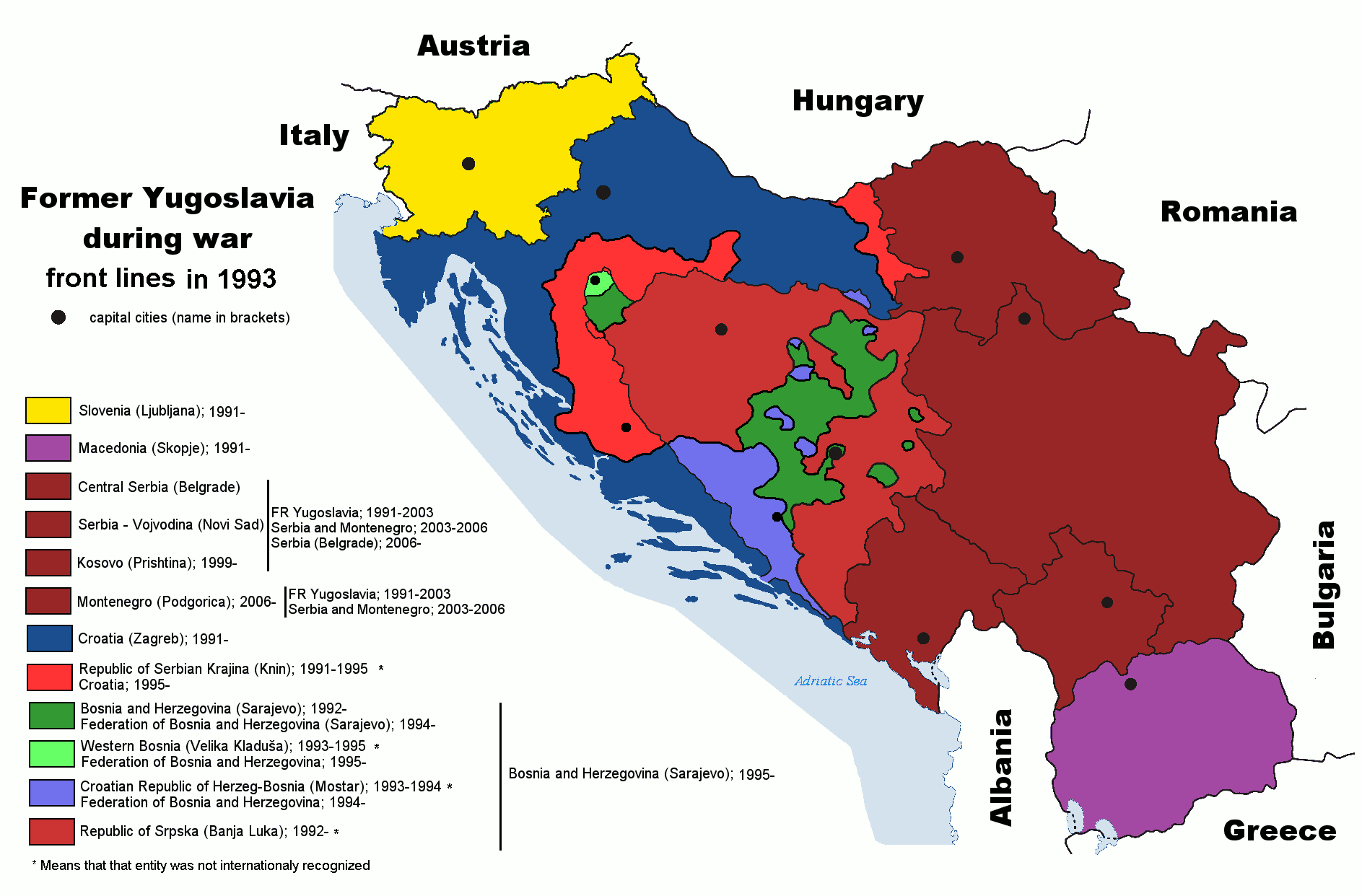
Chiến tranh tại Nam Tư cũ

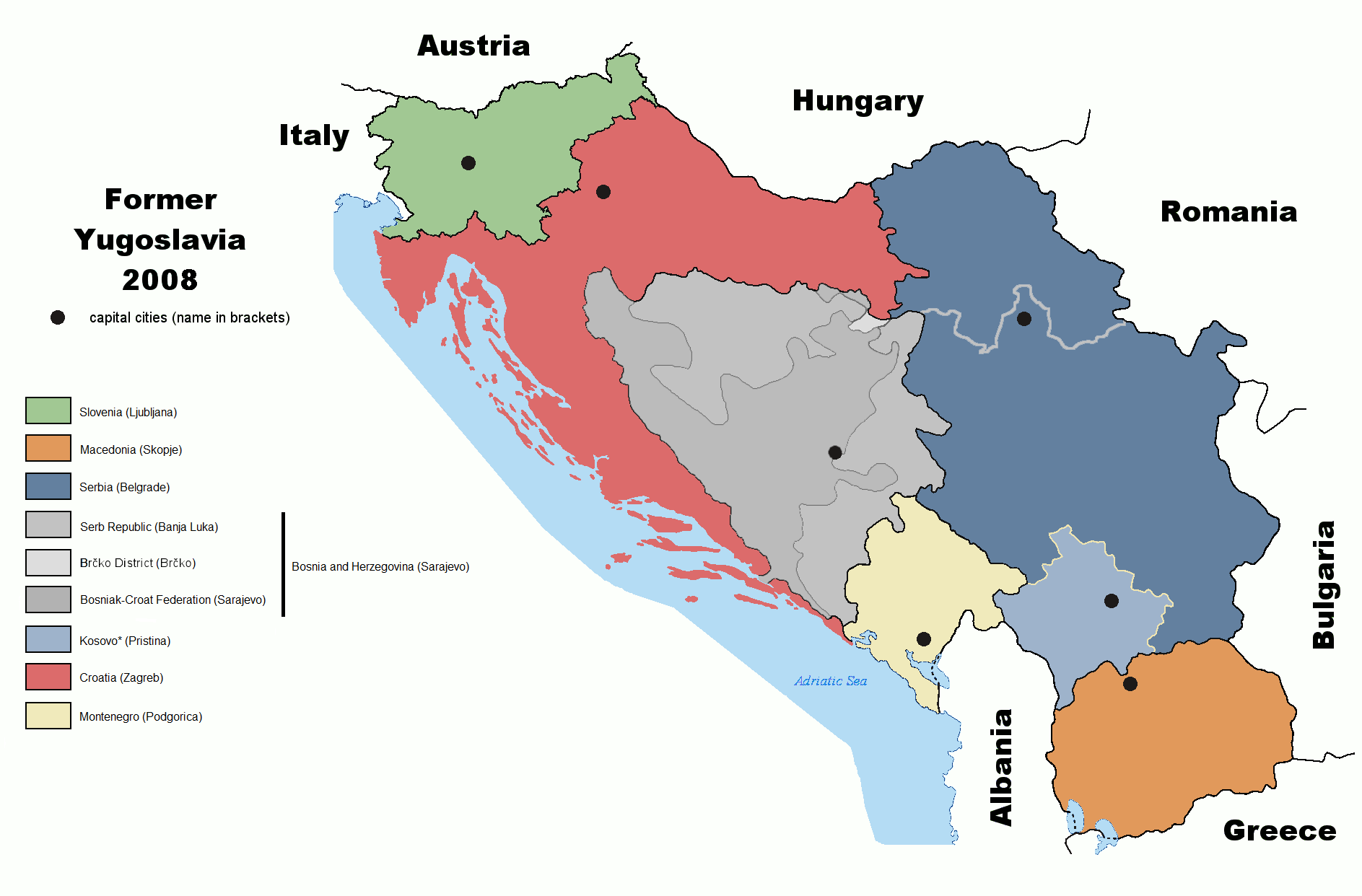
Các nước thuộc Nam Tư cũ

Tháng 9 năm 1991, Cộng hòa Macedonia cũng tuyên bố độc lập, trở thành nước cộng hòa cũ duy nhất giành được chủ quyền mà không gặp phải sự chống đối của chính quyền Nam Tư tại Belgrade. Năm trăm binh sĩ Mỹ sau đó đã được triển khai dưới danh nghĩa Liên hiệp quốc để giám sát các biên giới phía bắc của Marcedonia với Cộng hòa Serbia, Nam Tư. Tổng thống đầu tiên của Macedonia, Kiro Gligorov, vẫn duy trì được quan hệ tốt với Belgrade và các nước cộng hòa ly khai khác và tới thời điểm ấy vẫn không hề có vấn đề gì giữa Macedonian và cảnh sát biên giới Serbia thậm chí với cả các vùng nhỏ là Kosovo và Preševo là nơi lịch sử được biết là Macedonia, điều có thể gây ra tranh cãi biên giới khi những người Macedonia theo chủ nghĩa quốc gia có thể đặt lại vấn đề (xem IMORO).
Vì cuộc xung đột này, Hội đồng Bảo an Liên hiệp quốc đã đơn phương thông au Nghị quyết số 721 của Hội đồng Bảo an Liên hiệp quốc ngày 27 tháng 11 năm 1991, tạo đường cho sự thành lập các chiến dịch gìn giữ hòa bình tại Nam Tư.
Tại Bosna và Hercegovina tháng 11 năm 1991, người Serb tại Bosna đã tổ chức một cuộc trưng cầu dân ý với đại đa số ủng hộ thành lập cộng hòa Serbia trong các biên giới của Bosna và Hercegovina và ở trong một nhà nước chung với Serbia và Montenegro. Ngày 9 tháng 1 năm 1992, quốc hội của nước Serbia Bosna tự phong tuyên bố một nước "Cộng hòa của người Serb tại Bosna và Hercegovina" riêng biệt. Cuộc trưng cầu dân ý và việc thành lập SARs được tuyên bố một cách bất hợp hiến bởi chính phủ Bosna và Hercegovina, và không hợp pháp cũng như không có giá trị. Tuy nhiên, vào tháng 2 và tháng 3 năm 1992 chính phủ đã tổ chức một cuộc trưng cầu dân ý quốc gia về nền độc lập của Bosna khỏi Nam Tư. Cuộc trưng cầu dân ý này cũng được tuyên bố trái ngược với BiH và hiến pháp Liên bang của Tòa án hiến pháp liên bang tại Belgrade và chính phủ mới được thành lập của Serbia Bosna. Cuộc trưng cầu này bị tẩy chay mạnh mẽ bởi người Serb tại Bosna. Đáng chú ý là Tòa án Liên bang tại Belgrade không quyết định về vấn đề trưng cầu dân ý của người Serb tại Bosna. Kết quả là khoảng 64-67% trong 98% người tham gia ủng hộ độc lập. Không rõ rằng hai phần ba số phiếu cần thiết trên thực tế có ý nghĩa không và kết quả có đạt yêu cầu này không. Chính phủ nước cộng hòa tuyên bố nền độc lập của mình ngày 5 tháng 4, và người Serb ngay lập tức tuyên bố nền độc lập của Cộng hòa Srpska. Cuộc chiến tại Bosna bùng nổ ngay sau đó.

#### Sự chấm dứt của Nam Tư thứ hai
Nhiều ngày được coi là ngày chấm dứt của Liên bang Cộng hòa Xã hội Chủ nghĩa Nam Tư:
- 25 tháng 6 năm 1991, khi Croatia và Slovenia tuyên bố độc lập.
- 8 tháng 9 năm 1991, sau một cuộc trưng cầu dân ý Cộng hòa Bắc Macedonia tuyên bố độc lập.
- 8 tháng 10 năm 1991, khi lệnh đình hoãn sự ly khai của Slovenia và Croatia ngày 9 tháng 7 chấm dứt và Croatia tái khởi động quá trình giành độc lập tại Nghị viện Croatia (ngày này được kỳ niệm là Ngày Độc lập tại Croatia)
- 15 tháng 1 năm 1992, khi Slovenia và Croatia được hầu hết các quốc gia châu Âu công nhận.
- 6 tháng 4 năm 1992, Hoa Kỳ và hầu hết các nước châu Âu công nhận hoàn toàn nền độc lập của Bosna và Hercegovina.
- 28 tháng 4 năm 1992, sự thành lập của Cộng hòa Liên bang Nam Tư (xem bên dưới).
- Tháng 11 năm 1995, thỏa thuận hòa bình được ký kết tại Dayton giữa các lãnh đạo Nam Tư, Bosna và Hercegovina và Croatia
- 1996-1999, Những cuộc xung đột giữa quân đội Nam Tư và KLA
- 24 tháng 3-10 tháng 6 năm 1999, NATO ném bom Cộng hòa Liên bang Nam Tư.
- Tháng 6 năm 1999, lực lượng quản lý của Liên hiệp quốc và NATO tới Kosovo
- 5 tháng 2 năm 2003, Nhà nước liên bang Serbia và Montenegro được công bố.
- 5 tháng 6 năm 2006, Sau một cuộc trưng cầu dân ý tại Montenegro, Serbia và Montenegro tuyên bố nền độc lập của riêng mình.
- 17 tháng 2 năm 2008, khi Kosovo đơn phương tuyên bố độc lập khỏi Serbia

## Cộng hòa Liên bang Nam Tư

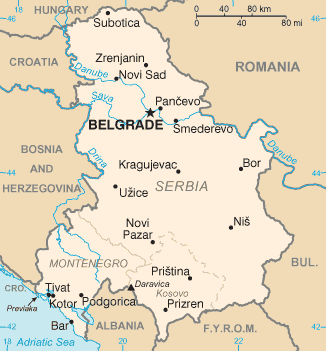
Cộng hòa Liên bang Nam Tư gồm Serbia và Montenegro

Cộng hòa Liên bang Nam Tư (FRY) được thành lập ngày 28 tháng 4 năm 1992, gồm nước Cộng hòa Xã hội Chủ nghĩa Serbia và Cộng hòa Xã hội Chủ nghĩa Montenegro cũ. Hiến pháp mới của Nam Tư được các đại biểu quốc hội, được bầu trong cuộc tuyển cử một đảng năm 1986 bỏ phiếu thông qua.
Cuộc chiến ở những vùng phía tây Nam Tư cũ chấm dứt năm 1995 với những cuộc đàm phán hòa bình được Hoa Kỳ bảo trợ tại Dayton, Ohio, dẫn tới cái gọi là Thỏa thuận Dayton.
Tại Kosovo, trong suốt thập niên 1990, giới lãnh đạo sắc tộc Albania đã theo đuổi các chiến thuật phản kháng phi bạo lực nhằm giành độc lập cho tỉnh này. Năm 1996, người Albania thành lập Quân đội Giải phóng Kosovo. Phản ứng của Nam Tư là sự sử dụng vũ lực bừa bãi chống lại dân thường, và buộc nhiều sắc tộc Albania phải bỏ chạy khỏi nhà cửa. Sau vụ Racak và sự bất thành của Thỏa thuận Rambouillet trong những tháng đầu năm 1999, NATO ném bom Serbia và Montenegro trong thời gian hơn hai tháng, cho tới khi một thỏa thuận đạt được giữa NATO và chính phủ Milošević, với sự trung gian của Nga. Nam Tư rút các lực lượng của mình khỏi Kosovo, đổi lại NATO rút lại yêu cầu ở trước cuộc chiến đòi các lực lượng NATO vào Serbia, khiến 250.000 người Serb và các sắc tộc không Albania khác rơi vào cảnh tị nạn. Xem Chiến tranh Kosovo để biết thêm thông tin. Từ tháng 6 năm 1999, tỉnh này thuộc quyền quản lý của các lực lượng gìn giữ hòa bình NATO và Nga, dù tất cả các bên tiếp tục công nhận nó là một phần của Serbia.
Việc Milošević từ chối các tuyên bố thắng cử trong vòng đầu tiên của phe đối lập trong cuộc bầu cử tổng thống liên bang vào tháng 9 năm 2000 đã dẫn tới những cuộc tuần thành lớn ở Belgrade ngày 5 tháng 10 và sự sụp đổ của chính quyền. Ứng cử viên đối lập, Vojislav Koštunica lên nắm quyền tổng thống Nam Tư ngày 6 tháng 10 năm 2000.
Thứ bảy ngày 31 tháng 3 năm 2001, Milošević đầu hàng các lực lượng an ninh của chính quyền tại nhà ở Belgrade, với một lệnh bắt mới được ban hành về các trách nhiệm lạm dụng quyền lực và tham nhũng. Ngày 28 tháng 6 ông bị đưa tới biên giới Nam Tư-Bosna và ngay lập tức sau đó bị đặt dưới sự giám sát của các quan chức SFOR, và tiếp tục bị gửi ra trước Tòa án Tội phạm Quốc tế về Nam Tư cũ của Liên hiệp quốc. Phiên tòa xử ông về các trách nhiệm trong cuộc thảm sát tại Bosna và những tội ác chiến tranh tại Croatia và tại Kosovo cùng Metohija bắt đầu tại The Hague ngày 12 tháng 2 năm 2002, ông qua đời tại đó ngày 11 tháng 3 năm 2006, khi phiên tòa vẫn đang diễn ra. Ngày 11 tháng 4 năm 2002, nghị viện Nam Tư thông qua một điều luật cho phép trục xuất tất cả những người bị Tòa án Tội phạm Quốc tế buộc các tội ác chiến tranh.
Tháng 3 năm 2002, chính phủ Serbia và Montenegro đồng ý cải cách Cộng hòa Liên bang Nam Tư thành một hình thức liên minh mới, nhưng kém thống nhất hơn, được gọi là Serbia và Montenegro. Theo nghị quyết của Nghị viện Liên bang Nam Tư ngày 4 tháng 2 năm 2003, Nam Tư, ít nhất trên hình thức, đã ngừng tồn tại. Một chính phủ Liên bang vẫn tồn tại ở Belgrade nhưng chủ yếu chỉ có quyền lực nghi thức. Các chính phủ riêng của Serbia và của Montenegro tiến hành các công việc riêng của mình như thể đó là hai nước cộng hòa độc lập. Hơn nữa, các hình thức hải quan đã được thiết lập dọc theo biên giới cũ giữa hai nước cộng hòa.
Ngày 21 tháng 5 năm 2006, 86% người dân Montenegro đã tham gia một cuộc trưng cầu dân ý đặc biệt về nền độc lập của Montenegro ra khỏi liên minh với Serbia. 55.5% đã bỏ phiếu giành độc lập, được công nhận là trên 55% ngưỡng giới hạn do Liên minh châu Âu đặt ra để chính thức công nhận nền độc lập của Montenegro. Ngày 3 tháng 6 năm 2006, Montenegro chính thức tuyên bố độc lập, Serbia cũng tuyên bố hai ngày sau đó, chính thức giải tán di sản cuối cùng của Nam Tư cũ.
Kosovo tuyên bố độc lập vào tháng 2 năm 2008, nhưng nó vẫn chưa phải là một thành viên của Liên hiệp Quốc và chỉ được 41 chính phủ công nhận.

## Di sản

### Các quốc gia mới
Các quốc gia ngày nay được thành lập từ những phần cũ của Nam Tư gồm:
- Bosna và Hercegovina
- Croatia
- Bắc Macedonia
- Montenegro
- Serbia
- Slovenia
- Kosovo (được công nhận một phần)

Nước cộng hòa đầu tiên thuộc Nam Tư cũ gia nhập Liên minh châu Âu là Slovenia, nộp đơn năm 1996 và trở thành một thành viên năm 2004. Croatia đã nộp đơn xin gia nhập năm 2003, và trở thành thành viên tháng 7 năm 2013. Cộng hòa Macedonia nộp đơn năm 2004, và có thể gia nhập trong giai đoạn 2010–2015. Bốn nước cộng hòa còn lại còn chưa nộp đơn gia nhập nên nói chung họ khó có thể trở thành thành viên trước năm 2015. Các quốc gia này tham gia nhiều thỏa thuận đối tác với Liên minh châu Âu. Từ ngày 1 tháng 1 năm 2007, các nước này cùng Albania đã bị bao quanh bởi các quốc gia thành viên EU. Xem thêm: Mở rộng Liên minh châu Âu.

Cờ của Liên bang Cộng hòa Xã hội Chủ nghĩa Nam Tư và các nước mới được công nhận
Liên bang Cộng hòa Xã hội Chủ nghĩa Nam Tư
Bosna và Hercegovina
Croatia
Cộng hòa Macedonia
Montenegro
Serbia
Slovenia
Kosovo

### Các mối liên hệ văn hóa và sắc tộc còn lại
Sự tương đồng của các ngôn ngữ và lịch sử liên kết dài lâu đã để lại nhiều mối quan hệ trong các dân tộc của các quốc gia mới, thậm chí khi các chính sách riêng của các quốc gia mới thành lập muốn tạo lập sự khác biệt, đặc biệt trong ngôn ngữ. Tiếng Serbo-Croatian về mặt ngôn ngữ học là một ngôn ngữ duy nhất, với nhiều biến thể nói và viết và cũng từng là phương tiện giao tiếp tại những nơi khi các ngôn ngữ khác chiếm ưu thế (Slovenia, Macedonia). Hiện tại các tiêu chuẩn ngôn ngữ khác nhau đang tồn tại cho tiếng Bosna, tiếng Croatia, tiếng Serbia và Tiếng Montenegro. Về mặt kỹ thuật Liên bang Cộng hòa Xã hội Chủ nghĩa Nam Tư có ba ngôn ngữ chính thức, cùng với các ngôn ngữ nhỏ được sử dụng chính thức tại các cộng đồng đó, nhưng tại các cơ quan liên bang chỉ tiếng Serbo-Croatian được sử dụng.
Ký ức về thời cùng sống chung và những khía cạnh tốt đẹp của thời gian ấy được gọi là Yugonostalgy (Jugonostalgija). 
Rất nhiều khía cạnh của Yugonostalgia liên quan tới hệ thống xã hội chủ nghĩa và cảm giác an toàn an sinh xã hội được cung cấp và những sự trì trệ của nó.

## Thông tin khác
- Tiểu hành tinh 1554 Yugoslavia do Milorad B. Protić phát hiện và đặt tên theo tên Nam Tư.